# Course en ligne masculine aux championnats du monde de cyclisme sur route 2022
La course en ligne masculine aux championnats du monde de cyclisme sur route 2022 a lieu le dimanche 25 septembre 2022 entre Helensburgh et Wollongong, en Australie sur une distance de 266,9 kilomètres.

## Parcours
Le départ des courses « élites » est fixé à Helensburgh, à environ 30 km au nord de Wollongong. Les coureurs prennent la direction du sud en longeant l'Océan Pacifique et rejoignent Wollongong avant d'entamer une boucle de 34 km autour du Mount Keira (8,7 km avec une pente moyenne de 5 % et une pente maximale de 15 %). À l'issue de cette boucle, les coureurs se retrouvent sur le circuit de Wollongong à accomplir douze fois. Ce circuit de 17,7 km présente un dénivelé de 220 m et comprend comme principale difficulté la montée de Mount Pleasant (1,1 km avec une pente moyenne de 7,7 % et une pente maximale de 14 %),.
Au total, le parcours des hommes compte 3 945 mètres de dénivelé sur une distance de 266,9 km (1 boucle du Mount Keira, 12 fois le circuit de Wollongong),.

## Qualification
Le nombre de participants par pays est déterminé par des critères établis par l'Union cycliste internationale (UCI), qui prend en compte le Classement mondial UCI par pays du 17 août 2022. La répartition est la suivante : 8 participants pour les 10 premières nations classées, 6 participants pour les nations classées de 11 à 20, 4 participants pour les nations classées de 21 à 30 et 1 participant pour les nations classées de 31 à 50. Le tenant du titre Julian Alaphilippe, ainsi que le champion olympique Richard Carapaz et le champion d'Afrique Ryan Gibbons sont autorisés à prendre le départ de l'épreuve en plus du quota attribué à leur nation.
| Équipes nationales (50)- France - Équateur - Belgique - Espagne - Pays-Bas - Slovénie - Danemark - Grande-Bretagne - Colombie - Australie - Italie - Suisse - Norvège - Allemagne - Érythrée - États-Unis - Portugal - Afrique du Sud - Canada - Nouvelle-Zélande - Pologne - Tchéquie - Autriche - Kazakhstan - Lettonie - Luxembourg - Hongrie - Ukraine - Argentine - Slovaquie - Mongolie - Japon - Lituanie - Suède - Panama - Grèce - Maroc - Israël - Ouzbekistan - Turquie - Brésil - Rwanda - Thaïlande - Serbie - Hong Kong - Chine - Corée du Sud - Monaco - Malte - Vatican |
| |

## Favoris
Le Slovène Tadej Pogačar, double vainqueur de la « Grande Boucle », est le grand favori ainsi que le Néerlandais Mathieu van der Poel, double vainqueur du Tour des Flandres et le Belge Wout van Aert, auteur d'un Tour de France remarquable. Les outsiders sont le tenant du titre Julian Alaphilippe, qui revient de blessure, ainsi que le Belge Remco Evenepoel, récent vainqueur de la Vuelta sans oublier le coureur local Michael Matthews et l'Italien Alberto Bettiol.

## Récit de la course
La fin de course est principalement marquée par les attaques successives du jeune Belge Remco Evenepoel, que le peloton a laissé se glisser dans l’échappée. La première banderille est lancée par Evenepoel dans une montée à 59 kilomètres de l'arrivée. Une vingtaine de coureurs parviennent à prendre sa roue. Trois kilomètres plus loin, le Belge place une deuxième attaque sur le plat mais ne distance pas ses adversaires. La troisième attaque d'Evenepoel est la bonne. Il accélère sur le plat peu avant la ligne d'arrivée alors qu'il reste deux tours et 35 kilomètres à accomplir. Seul, le Kazakh Alexey Lutsenko réussit à le suivre. L'écart du duo de tête avec les poursuivants se creuse progressivement. Dans une côte à 26 km de l'arrivée, Evenepoel accélère debout sur les pédales et lâche Lutsenko. Le Belge continue à augmenter son avance et file vers la victoire. Derrière lui, se constitue un groupe de chasse de quatre hommes comprenant l'Italien Lorenzo Rota, le Danois Mattias Skjelmose, le Suisse Mauro Schmid et Lutsenko. Mais ce groupe est repris et dépassé en fin de course par le Slovène Jan Tratnik qui semble être en mesure de prendre la deuxième place. Toutefois, le peloton fond sur lui dans les derniers mètres et c'est le Français Christophe Laporte qui gagne le sprint et s'empare de la médaille d'argent devant l'Australien Michael Matthews. À 22 ans, Remco Evenepoel remporte ce championnat du monde avec plus de deux minutes d'avance et réalise le triplé Liège-Bastogne-Liège - Vuelta - Championnat du Monde, que seuls Alfredo Binda, Eddy Merckx et Bernard Hinault avaient réalisé avant lui.

## Classement
| \| Classement général \| Classement général \| Classement général \| Classement général \| Classement général \| \| Coureur \| Coureur \| Pays \| Équipe \| Temps \| \| ------------------ \| ------------------- \| ------------------ \| ------------------ \| ------------------ \| \| 1er \| Remco Evenepoel \| Belgique \| Belgique \| 6 h 16 min 08 s \| \| 2e \| Christophe Laporte \| France \| France \| + 2 min 21 s \| \| 3e \| Michael Matthews \| Australie \| Australie \| + 2 min 21 s \| \| 4e \| Wout van Aert \| Belgique \| Belgique \| + 2 min 21 s \| \| 5e \| Matteo Trentin \| Italie \| Italie \| + 2 min 21 s \| \| 6e \| Alexander Kristoff \| Norvège \| Norvège \| + 2 min 21 s \| \| 7e \| Peter Sagan \| Slovaquie \| Slovaquie \| + 2 min 21 s \| \| 8e \| Alberto Bettiol \| Italie \| Italie \| + 2 min 21 s \| \| 9e \| Ethan Hayter \| Royaume-Uni \| Grande-Bretagne \| + 2 min 21 s \| \| 10e \| Mattias Skjelmose \| Danemark \| Danemark \| + 2 min 21 s \| \| 11e \| Iván García Cortina \| Espagne \| Espagne \| + 2 min 21 s \| \| 12e \| Jan Tratnik \| Slovénie \| Slovénie \| + 2 min 21 s \| \| 13e \| Lorenzo Rota \| Italie \| Italie \| + 2 min 21 s \| \| 14e \| Ben Tulett \| Royaume-Uni \| Grande-Bretagne \| + 2 min 21 s \| \| 15e \| Mikkel Honoré \| Danemark \| Danemark \| + 2 min 21 s \| \| 16e \| Rasmus Tiller \| Norvège \| Norvège \| + 2 min 21 s \| \| 17e \| Mauro Schmid \| Suisse \| Suisse \| + 2 min 21 s \| \| 18e \| Neilson Powless \| États-Unis \| États-Unis \| + 2 min 21 s \| \| 19e \| Tadej Pogačar \| Slovénie \| Slovénie \| + 2 min 21 s \| \| 20e \| Stefan Küng \| Suisse \| Suisse \| + 2 min 21 s \| |                     |             |                 |                 |
| |                     |             |                 |                 |
| Source : ProCyclingStats |                     |             |                 |                 |
| Classement général |                     |             |                 |                 |
| Coureur | Coureur             | Pays        | Équipe          | Temps           |
| 1er | Remco Evenepoel     | Belgique    | Belgique        | 6 h 16 min 08 s |
| 2e | Christophe Laporte  | France      | France          | + 2 min 21 s    |
| 3e | Michael Matthews    | Australie   | Australie       | + 2 min 21 s    |
| 4e | Wout van Aert       | Belgique    | Belgique        | + 2 min 21 s    |
| 5e | Matteo Trentin      | Italie      | Italie          | + 2 min 21 s    |
| 6e | Alexander Kristoff  | Norvège     | Norvège         | + 2 min 21 s    |
| 7e | Peter Sagan         | Slovaquie   | Slovaquie       | + 2 min 21 s    |
| 8e | Alberto Bettiol     | Italie      | Italie          | + 2 min 21 s    |
| 9e | Ethan Hayter        | Royaume-Uni | Grande-Bretagne | + 2 min 21 s    |
| 10e | Mattias Skjelmose   | Danemark    | Danemark        | + 2 min 21 s    |
| 11e | Iván García Cortina | Espagne     | Espagne         | + 2 min 21 s    |
| 12e | Jan Tratnik         | Slovénie    | Slovénie        | + 2 min 21 s    |
| 13e | Lorenzo Rota        | Italie      | Italie          | + 2 min 21 s    |
| 14e | Ben Tulett          | Royaume-Uni | Grande-Bretagne | + 2 min 21 s    |
| 15e | Mikkel Honoré       | Danemark    | Danemark        | + 2 min 21 s    |
| 16e | Rasmus Tiller       | Norvège     | Norvège         | + 2 min 21 s    |
| 17e | Mauro Schmid        | Suisse      | Suisse          | + 2 min 21 s    |
| 18e | Neilson Powless     | États-Unis  | États-Unis      | + 2 min 21 s    |
| 19e | Tadej Pogačar       | Slovénie    | Slovénie        | + 2 min 21 s    |
| 20e | Stefan Küng         | Suisse      | Suisse          | + 2 min 21 s    |

## Liste des participants
| Liste des participants | Liste des participants   | Liste des participants | Liste des participants | Liste des participants |
| Num                    | Coureur                  | Équipe                 | Pos                    |                        |
| ---------------------- | ------------------------ | ---------------------- | ---------------------- | ---------------------- |
| 1                      | Julian Alaphilippe       | France                 | 51e                    |                        |
| 2                      | Benoît Cosnefroy         | France                 | 26e                    |                        |
| 3                      | Bruno Armirail           | France                 | AB                     |                        |
| 4                      | Christophe Laporte       | France                 | 2e                     |                        |
| 5                      | Florian Sénéchal         | France                 | 90e                    |                        |
| 6                      | Pavel Sivakov            | France                 | 101e                   |                        |
| 7                      | Quentin Pacher           | France                 | 80e                    |                        |
| 8                      | Romain Bardet            | France                 | 22e                    |                        |
| 9                      | Valentin Madouas         | France                 | 29e                    |                        |
| 10                     | Jhonatan Narváez         | Équateur               | 32e                    |                        |
| 11                     | Jasper Stuyven           | Belgique               | 47e                    |                        |
| 12                     | Nathan Van Hooydonck     | Belgique               | 43e                    |                        |
| 13                     | Pieter Serry             | Belgique               | AB                     |                        |
| 14                     | Quinten Hermans          | Belgique               | 34e                    |                        |
| 15                     | Remco Evenepoel          | Belgique               | 1er                    |                        |
| 16                     | Stan Dewulf              | Belgique               | 98e                    |                        |
| 17                     | Wout van Aert            | Belgique               | 4e                     |                        |
| 18                     | Yves Lampaert            | Belgique               | 48e                    |                        |
| 19                     | Eduard Prades            | Espagne                | 87e                    |                        |
| 20                     | Gotzon Martín            | Espagne                | AB                     |                        |
| 21                     | Iván García Cortina      | Espagne                | 11e                    |                        |
| 22                     | Jesús Ezquerra           | Espagne                | 75e                    |                        |
| 23                     | Marc Soler               | Espagne                | 82e                    |                        |
| 24                     | Oier Lazkano             | Espagne                | AB                     |                        |
| 25                     | Roger Adrià              | Espagne                | 77e                    |                        |
| 26                     | Urko Berrade             | Espagne                | AB                     |                        |
| 27                     | Bauke Mollema            | Pays-Bas               | 25e                    |                        |
| 28                     | Daan Hoole               | Pays-Bas               | 99e                    |                        |
| 29                     | Dylan van Baarle         | Pays-Bas               | 27e                    |                        |
| 30                     | Jan Maas                 | Pays-Bas               | 61e                    |                        |
| 31                     | Mathieu van der Poel     | Pays-Bas               | AB                     |                        |
| 32                     | Pascal Eenkhoorn         | Pays-Bas               | 28e                    |                        |
| 33                     | Taco van der Hoorn       | Pays-Bas               | AB                     |                        |
| 34                     | Wout Poels               | Pays-Bas               | 81e                    |                        |
| 35                     | David Per                | Slovénie               | AB                     |                        |
| 36                     | Domen Novak              | Slovénie               | AB                     |                        |
| 37                     | Jaka Primožič            | Slovénie               | 68e                    |                        |
| 38                     | Jan Polanc               | Slovénie               | 30e                    |                        |
| 39                     | Jan Tratnik              | Slovénie               | 12e                    |                        |
| 40                     | Tadej Pogačar            | Slovénie               | 19e                    |                        |
| 41                     | Alexander Kamp           | Danemark               | 57e                    |                        |
| 42                     | Anthon Charmig           | Danemark               | 70e                    |                        |
| 43                     | Jakob Fuglsang           | Danemark               | 56e                    |                        |
| 44                     | Magnus Cort Nielsen      | Danemark               | 35e                    |                        |
| 45                     | Mattias Skjelmose        | Danemark               | 10e                    |                        |
| 46                     | Michael Mørkøv           | Danemark               | 55e                    |                        |
| 47                     | Mikkel Norsgaard Bjerg   | Danemark               | 92e                    |                        |
| 48                     | Mikkel Honoré            | Danemark               | 15e                    |                        |
| 49                     | Ben Swift                | Grande-Bretagne        | 79e                    |                        |
| 50                     | Ben Tulett               | Grande-Bretagne        | 14e                    |                        |
| 51                     | Ben Turner               | Grande-Bretagne        | 100e                   |                        |
| 52                     | Connor Swift             | Grande-Bretagne        | 103e                   |                        |
| 53                     | Ethan Hayter             | Grande-Bretagne        | 9e                     |                        |
| 54                     | Fred Wright              | Grande-Bretagne        | 53e                    |                        |
| 55                     | Jake Stewart             | Grande-Bretagne        | 102e                   |                        |
| 56                     | Luke Rowe                | Grande-Bretagne        | AB                     |                        |
| 57                     | Harold Tejada            | Colombie               | AB                     |                        |
| 58                     | Sebastián Molano         | Colombie               | AB                     |                        |
| 59                     | Nairo Quintana           | Colombie               | 66e                    |                        |
| 60                     | Rodrigo Contreras        | Colombie               | AB                     |                        |
| 61                     | Sergio Higuita           | Colombie               | 31e                    |                        |
| 62                     | Wilson Peña              | Colombie               | 93e                    |                        |
| 63                     | Ben O'Connor             | Australie              | AB                     |                        |
| 64                     | Heinrich Haussler        | Australie              | 67e                    |                        |
| 65                     | Jai Hindley              | Australie              | 49e                    |                        |
| 66                     | Luke Plapp               | Australie              | AB                     |                        |
| 67                     | Luke Durbridge           | Australie              | AB                     |                        |
| 68                     | Michael Matthews         | Australie              | 3e                     |                        |
| 69                     | Nick Schultz             | Australie              | 91e                    |                        |
| 70                     | Simon Clarke             | Australie              | 50e                    |                        |
| 71                     | Alberto Bettiol          | Italie                 | 8e                     |                        |
| 72                     | Andrea Bagioli           | Italie                 | 46e                    |                        |
| 73                     | Davide Ballerini         | Italie                 | 63e                    |                        |
| 74                     | Edoardo Affini           | Italie                 | AB                     |                        |
| 75                     | Lorenzo Rota             | Italie                 | 13e                    |                        |
| 76                     | Matteo Trentin           | Italie                 | 5e                     |                        |
| 77                     | Nicola Conci             | Italie                 | 33e                    |                        |
| 78                     | Samuele Battistella      | Italie                 | 85e                    |                        |
| 79                     | Fabian Lienhard          | Suisse                 | 89e                    |                        |
| 80                     | Mauro Schmid             | Suisse                 | 17e                    |                        |
| 81                     | Silvan Dillier           | Suisse                 | 38e                    |                        |
| 82                     | Simon Pellaud            | Suisse                 | 88e                    |                        |
| 83                     | Stefan Bissegger         | Suisse                 | AB                     |                        |
| 84                     | Stefan Küng              | Suisse                 | 20e                    |                        |
| 85                     | Alexander Kristoff       | Norvège                | 6e                     |                        |
| 86                     | Anders Skaarseth         | Norvège                | 41e                    |                        |
| 87                     | Andreas Leknessund       | Norvège                | 94e                    |                        |
| 88                     | Rasmus Tiller            | Norvège                | 16e                    |                        |
| 89                     | Sven Erik Bystrøm        | Norvège                | 37e                    |                        |
| 90                     | Tobias Foss              | Norvège                | 84e                    |                        |
| 91                     | Georg Zimmermann         | Allemagne              | AB                     |                        |
| 92                     | Jannik Steimle           | Allemagne              | 72e                    |                        |
| 93                     | Jonas Koch               | Allemagne              | AB                     |                        |
| 94                     | Miguel Heidemann         | Allemagne              | AB                     |                        |
| 95                     | Nico Denz                | Allemagne              | AB                     |                        |
| 96                     | Nikias Arndt             | Allemagne              | 52e                    |                        |
| 97                     | Amanuel Ghebreigzabhier  | Érythrée               | AB                     |                        |
| 98                     | Biniam Girmay            | Érythrée               | 54e                    |                        |
| 99                     | Henok Mulubrhan          | Érythrée               | AB                     |                        |
| 100                    | Merhawi Kudus            | Érythrée               | 69e                    |                        |
| 101                    | Metkel Eyob              | Érythrée               | AB                     |                        |
| 102                    | Natnael Tesfatsion       | Érythrée               | AB                     |                        |
| 103                    | Keegan Swenson           | États-Unis             | 73e                    |                        |
| 104                    | Kyle Murphy              | États-Unis             | AB                     |                        |
| 105                    | Magnus Sheffield         | États-Unis             | 78e                    |                        |
| 106                    | Neilson Powless          | États-Unis             | 18e                    |                        |
| 107                    | Scott McGill             | États-Unis             | 86e                    |                        |
| 108                    | Ivo Oliveira             | Portugal               |                        |                        |
| 109                    | João Almeida             | Portugal               |                        |                        |
| 110                    | Nélson Oliveira          | Portugal               |                        |                        |
| 111                    | Rui Oliveira             | Portugal               |                        |                        |
| 112                    | Daryl Impey              | Afrique du Sud         | 74e                    |                        |
| 113                    | Gustav Basson            | Afrique du Sud         | AB                     |                        |
| 114                    | Marc Pritzen             | Afrique du Sud         | AB                     |                        |
| 115                    | Derek Gee                | Canada                 | AB                     |                        |
| 116                    | Matteo Dal-Cin           | Canada                 | AB                     |                        |
| 117                    | Nickolas Zukowsky        | Canada                 | 36e                    |                        |
| 118                    | Pier-André Côté          | Canada                 | AB                     |                        |
| 119                    | James Fouché             | Nouvelle-Zélande       |                        |                        |
| 120                    | Łukasz Owsian            | Pologne                | 96e                    |                        |
| 121                    | Maciej Bodnar            | Pologne                | AB                     |                        |
| 122                    | Stanisław Aniołkowski    | Pologne                | 76e                    |                        |
| 123                    | Jan Hirt                 | Tchéquie               | AB                     |                        |
| 124                    | Michael Kukrle           | Tchéquie               | 59e                    |                        |
| 125                    | Zdeněk Štybar            | Tchéquie               | 42e                    |                        |
| 126                    | Felix Gall               | Autriche               | 97e                    |                        |
| 127                    | Sebastian Schönberger    | Autriche               | 40e                    |                        |
| 128                    | Tobias Bayer             | Autriche               | 62e                    |                        |
| 129                    | Alexey Lutsenko          | Kazakhstan             | 24e                    |                        |
| 130                    | Vadim Pronskiy           | Kazakhstan             | AB                     |                        |
| 131                    | Yuriy Natarov            | Kazakhstan             | AB                     |                        |
| 132                    | Emīls Liepiņš            | Lettonie               | 58e                    |                        |
| 133                    | Bob Jungels              | Luxembourg             | 45e                    |                        |
| 134                    | Colin Heiderscheid       | Luxembourg             | AB                     |                        |
| 135                    | Kevin Geniets            | Luxembourg             | 21e                    |                        |
| 136                    | Luc Wirtgen              | Luxembourg             | 95e                    |                        |
| 137                    | Attila Valter            | Hongrie                | 23e                    |                        |
| 138                    | Vitaliy Novakovskyi      | Ukraine                | AB                     |                        |
| 139                    | Vitaliy Buts             | Ukraine                | AB                     |                        |
| 140                    | Eduardo Sepúlveda        | Argentine              | 71e                    |                        |
| 141                    | Juraj Sagan              | Slovaquie              | AB                     |                        |
| 142                    | Marek Čanecký            | Slovaquie              | 65e                    |                        |
| 143                    | Matúš Štoček             | Slovaquie              | 64e                    |                        |
| 144                    | Peter Sagan              | Slovaquie              | 7e                     |                        |
| 145                    | Bilguunjargal Erdenebat  | Mongolie               | AB                     |                        |
| 146                    | Jambaljamts Sainbayar    | Mongolie               | AB                     |                        |
| 147                    | Yukiya Arashiro          | Japon                  | 39e                    |                        |
| 148                    | Venantas Lašinis         | Lituanie               | AB                     |                        |
| 149                    | Tobias Ludvigsson        | Suède                  | AB                     |                        |
| 150                    | Bolívar Espinosa         | Panama                 | AB                     |                        |
| 151                    | Christofer Jurado        | Panama                 | AB                     |                        |
| 152                    | Geórgios Boúglas         | Grèce                  | AB                     |                        |
| 153                    | Achraf Ed Doghmy         | Maroc                  | AB                     |                        |
| 154                    | Guy Sagiv                | Israël                 | AB                     |                        |
| 155                    | Muradjan Halmuratov      | Ouzbekistan            | AB                     |                        |
| 156                    | Mustafa Sayar            | Turquie                | AB                     |                        |
| 157                    | Nícolas Sessler          | Brésil                 | AB                     |                        |
| 158                    | Eric Manizabayo          | Rwanda                 | AB                     |                        |
| 159                    | Moïse Mugisha            | Rwanda                 | AB                     |                        |
| 160                    | Peerapol Chawchiangkwang | Thaïlande              | AB                     |                        |
| 161                    | Sarawut Sirironnachai    | Thaïlande              | AB                     |                        |
| 162                    | Ognjen Ilić              | Serbie                 | AB                     |                        |
| 163                    | Choy Hiu-fung            | Hong Kong              | AB                     |                        |
| 164                    | Nazaerbieke Bieken       | Chine                  | AB                     |                        |
| 165                    | Lyu Xianjing             | Chine                  | AB                     |                        |
| 166                    | Jang Kyung-gu            | Corée du Sud           | AB                     |                        |
| 167                    | Antoine Berlin           | Monaco                 | AB                     |                        |
| 168                    | Daniel Bonello           | Malte                  | AB                     |                        |
| 169                    | Rien Schuurhuis          | Vatican                | AB                     |                        |